# Dasyhelea bicornis
Dasyhelea bicornis är en tvåvingeart som beskrevs av Remm 1993. Dasyhelea bicornis ingår i släktet Dasyhelea och familjen svidknott. Inga underarter finns listade i Catalogue of Life.